# ロベール1世 (西フランク王)
ロベール1世（フランス語：Robert Ier）またはロベルト1世（ドイツ語：Robert I., 865年頃 - 923年6月15日）は、西フランク王国の国王（在位：922年 - 923年）。アンジュー伯ロベール（ロベール・ル・フォール）の息子で、888年に西フランク王となったウードの弟。

## 生涯
ロベールはウードによってパリなどのいくつかの領地の統治や修道院の管理を任された。しかしウードが898年に死去しても王位は請求せず、カロリング朝のシャルル3世（単純王）の即位を承認した。その後も、ノルマン人の侵入からフランク王国北部を守った。
922年頃まで国王シャルル3世と有力家臣ロベールの間に深刻な対立はなかった。しかしシャルル3世が最初の妻の親族アガノン（en）を重用するようになると、ロベールは他の貴族達の支援も受けて兵を起こした。シャルル3世はロレーヌへ退却し、ロベールは922年6月29日にランスで西フランク王として戴冠した。一方シャルル3世も簒奪者を討つべく兵を集め、両者は923年6月15日にソワソンの近くで会戦した。ロベール1世はシャルル3世を破り捕えたが、ロベールは負傷が原因かまもなくして死亡した。
ロベール1世の一人息子ユーグは、カペー朝フランス王のユーグ・カペーの父である。

## 子女
884年頃に最初の妻、メーヌ伯ジラールの娘アデール（865/70年頃 - 891年頃）と結婚して娘を1人もうけた。
- アデル（887年頃 - 931年） - ヴェルマンドワ伯エルベール2世と結婚[5][6]

893年頃、ヴェルマンドワ伯エルベール1世の娘ベアトリス（876年頃 - 931年）と再婚した。
- エマ（894年 - 935年） - 後の西フランク王ラウールと結婚[5]
- ユーグ（898年頃 - 956年） - フランス公、フランス王ユーグ・カペーの父